# Prémio Satellite de melhor filme estrangeiro
O Prémio Satellite de melhor filme estrangeiro é uma das categorias entregues anualmente pela International Press Academy, e que homenageiam a indústria cinematográfica e televisiva.

## Vencedores (br/pt)

### Anos 1990
- 1996 -  Dinamarca - Breaking the Waves (Ondas do Destino / Ondas da Paixão)
- 1997 -  Japão - Shall We Dansu? (Quer Dançar? / A Hora da Dança)
- 1998 -  Brasil - Central do Brasil
- 1999 -  Espanha - Todo Sobre Mi Madre (Tudo Sobre Minha Mãe / Tudo Sobre A Minha Mãe)
- 1999 -  Vietname - Ba Mua (Três Passos para a Vida / 3 Sessões)

### Anos 2000
- 2000 -  China /  Taiwan /  Hong Kong - O Tigre e o Dragão
- 2001 -  Bélgica /  Bósnia e Herzegovina /  Eslovênia /  Itália /  Reino Unido - No Man's Land (Na Terra do Ninguém)
- 2002 -  Espanha - Hable con Ella (Fale Com Ela)
- 2003 -  Brasil - Cidade de Deus
- 2004 -  Espanha - Mar Adentro
- 2005 -  Finlândia /  Suécia - Äideistä Parhain (Minha Vida Sem Minhas Mães / Amor Maternal)
- 2006 -  Espanha - Volver / Voltar
- 2007 -  China /  Taiwan - Se, jie (Luxúria, Cautela / Desejo e Prudência)
- 2008 -  Itália - Gomorra
- 2009 -  Espanha - Los Abrazos Rotos (Abraços Partidos / Abraços Desfeitos)
- 2009 -  Chile - La Nana (A Babá / A Criada)

### Anos 2010
- 2010 -  Suécia - Män Som Hatar Kvinnor (Os Homens que não Amavam as Mulheres / Millennium 1 - Os Homens que Odeiam as Mulheres)
- 2011 -  Portugal - Mistérios de Lisboa
- 2012 -  França - Intouchables (Os Intocáveis / Amigos Improváveis) /  Coreia do Sul - 피에타 (Piedade)
- 2013 -  Bélgica - The Broken Circle Breakdown
- 2014 -  Estónia/ Geórgia - Tangerines
- 2015 -  Hungria - Saul fia
- 2016 -  Irão /  França - Forushande (no Brasil, O Apartamento e em Portugal, O Vendedor)
- 2017 -  Alemanha /  França - Aus dem Nichts (no Brasil, Em Pedaços e em Portugal, Uma Mulher Não Chora) [1]
- 2018 -  México /  Estados Unidos - Roma [2]
- 2019 -  Estónia - Tõde ja õigus [3]

### Anos 2020
- 2020 -  Guatemala - La Llorona (A Chorona) [4]
- 2021 -  Japão - Doraibu mai kā [5]
- 2022 -  Argentina - Argentina, 1985 [6]
- 2023 -  Reino Unido - The Zone of Interest (Zona de Interesse) [7]
- 2024 -  Chéquia - The Wave [8]

## Filmes de Portugal e do Brasil
Walter Salles é o diretor brasileiro com maior número de indicações ao Prémio Satellite de melhor filme estrangeiro. Em 1998, Central do Brasil, dirigido por ele, foi o primeiro filme brasileiro a vencer esta categoria. Foi também diretor de Diários de Motocicleta, indicado em 2004, e Ainda estou aqui, indicado em 2024. 
- 1998 -  Brasil - Central do Brasil - Venceu
- 2003 -  Brasil - Cidade de Deus - Venceu
- 2004 -  Brasil /  França /  Alemanha /  Chile /  Argentina /  Peru /  Estados Unidos - Diários de motocicleta - Indicado
- 2011 -  Portugal - Mistérios de Lisboa - Venceu
- 2015 -  Brasil - Que Horas Ela Volta? - Indicado
- 2024 -  Brasil - Ainda estou aqui - Indicado [8]

1. ↑  «2017 Winners | International Press Academy» (em inglês). Consultado em 27 de janeiro de 2025
2. ↑  «2018 Winners | International Press Academy» (em inglês). Consultado em 27 de janeiro de 2025
3. ↑  «2019 Winners | International Press Academy» (em inglês). Consultado em 27 de janeiro de 2025
4. ↑  «2020 Winners | International Press Academy» (em inglês). Consultado em 27 de janeiro de 2025
5. ↑  «2021 Winners | International Press Academy» (em inglês). Consultado em 26 de janeiro de 2025
6. ↑  «2022 Winners | International Press Academy» (em inglês). Consultado em 26 de janeiro de 2025
7. ↑  «2023 Winners | International Press Academy» (em inglês). Consultado em 26 de janeiro de 2025
8. 1 2  «2024 Winners | International Press Academy» (em inglês). Consultado em 26 de janeiro de 2025